# Claude-Nicolas Ledoux
Claude Nicolas Ledoux (født 21. marts 1736 i Dormans, død 18. november 1806 i Paris) var en fransk arkitekt inden for nyklassicismen, hofarkitekt fra 1773.